# Émilie Serain
Pour les articles homonymes, voir Serain.
Émilie Serain, née le 22 mars 1984, est une skieuse acrobatique suisse spécialisée dans les épreuves de skicross. 

## Carrière
Émilie Serain commence sa carrière sportive dans le ski alpin. Par la suite, elle se tourne vers le skicross et prend part à sa première course en Coupe du monde en janvier 2003 à Laax où elle se classe cinquième. En février 2008, elle atteint le podium à Deer Valley avec le troisième rang, améliorant ce résultat le mois suivant à Grindelwald où elle termine deuxième. Qualifiée pour les Jeux olympiques d'hiver de 2010 à Vancouver, elle se blesse au genou à l'entraînement quelques jours avant la compétition et doit donc déclarer forfait.

## Palmarès

### Championnats du monde
| Édition/Discipline | Skicross |
| Mondiaux 2005      | 22e      |
| Mondiaux 2007      | 11e      |
| Mondiaux 2009      | 6e       |
| Mondiaux 2013      | 9e       |

### Coupe du monde
- Meilleur classement général : 19e en 2008.
- Meilleur classement en skicross : 5e en 2007
- 4 podiums en skicross.